# 이석영 (독립운동가)
이석영(李石榮, 1855년 12월 3일~1934년 2월 16일)은 한국의 독립운동가이다. 

## 생애
1855년에 이조판서를 지낸 이유승의 둘째 아들로 태어났다. 일본이 나라를 빼앗자 이석영은 자신의 농토를 팔아 망명 생활비를 마련하여 형제들하고 같이 만주로 망명하였으며, 경학사·신흥무관학교의 창설 운영자금으로 헌신하였다. 독립운동 자금 등으로 재산을 다 쓴 이후 이석영은 중국 각지를 홀로 떠돌아다녔다. 1934년 중국 상하이에서 80세를 일기로 사망했다.

## 가족 관계
- 양부: 이유원(李裕元, 1814 ~ 1888), 13촌 백부
- 양모: 동래정씨(東萊鄭氏)
- 친부: 이유승(李裕承, 1835 ~ 1907)
- 친모: 동래정씨(東萊鄭氏)
  - 처: 동래정씨(東萊鄭氏), 군수 정기철(鄭基轍)의 딸
    - 장남 : 이규준(李圭駿, 1896 ~ 1928), 독립운동가
    - 자부 : 한평우(韓平愚, 1894~1982), 법무대신 한기동(韓耆東)의 딸
      - 손녀 : 이온숙(李溫淑1912 ~ 1984)
      - 손녀사위 : 최경섭(1904~1964)
      - 손녀 : 이숙온(李淑溫, 1914 ~ 1994)
      - 손녀사위 : 김현수(金玄洙, 1909 ~1981)독립운동가
      - 손녀 : 이우숙(李又淑, 1917 ~1987)
      - 손녀사위 : 장황권(張黃權, 1910 ~1970), 대만 장교

  - 처: 밀양박씨(密陽朴氏), 박인진(朴麟鎭)의 딸
    - 차남 : 이규서(李圭瑞, 1912 ~ 1933), 숙부 이회영을 일본경찰에 밀고하여 체포당하게 했다고 알려져있으나 오히려  누명을 쓰고 억울한 죽임을 당했다
    - 사위: 서재형(徐載衡), 군수 서병수(徐丙壽)의 아들
      - 외손자: 서기석(徐耆錫)

## 기타
- 아들 이규준(1899 ~ 1927[2])역시 독립운동가였다. 그는 일제의 밀정인 김달하를 암살하기도 했다.[2]

다른 아들인 이규서는 숙부인 이회영을 일본경찰에 밀고하여 체포당하게 했다고 알려져 있으나 확인이 필요하다. 이규서는 1932년 10월 이달(李達) 등과 함께 밀고자로 지목되어 오던 연충열(延忠烈) 등 2명과 함께 백정기에게 암살당한다.
- 독립운동가 겸 정치인 해공 신익희의 여섯째 형 신재희의 부인 경주이씨는 이석영, 이회영, 이시영 7형제의 친 여동생이기도 했다.

- 김홍집 가문 역시 그의 인척으로 동생 이시영의 첫 부인의 친정아버지였다.